# Я и Мёбиус едем в Шампань
«Я и Мёбиус едем в Шампань» — первый полноформатный альбом российской группы «Аффинаж». Выпущен 21 февраля 2014 года.
Фраза «Я и Мёбиус едем в Шампань» была одним из вариантов названия музыкального дуэта Михаила Калинина и Сергея Шиляева до создания группы «Аффинаж».

## История
После издания двух EP, в декабре 2013 года «Аффинаж» приступили к записи первого полноформатного альбома. В него вошли песни, которые на тот момент составляли основу концертной программы группы. Релиз состоялся вечером 21 февраля 2014 года в социальной сети ВКонтакте. Презентовали альбом 26 февраля в Москве, 1 марта в Вологде и 9 марта в Санкт-Петербурге.

## Отзывы
По мнению обозревателей «Афиша Daily», альбом «Я и Мёбиус едем в Шампань» — это «драматический акустический рок с баяном и тромбоном», и звучит здесь «Аффинаж» весьма достойно, в частности, благодаря неочевидному инструментальному составу и неплохим мелодическим хукам. Издание также отметило влияние чувства стиля коллектива на восприятие его музыки — в тот период музыканты выступали в костюмах.

## Список композиций
Все тексты написаны Михаилом Калининым.
| №                   | Название             | Длительность |
| ------------------- | -------------------- | ------------ |
| 1.                  | «Вселенский рядовой» | 3:22         |
| 2.                  | «Абулия»             | 3:53         |
| 3.                  | «Девочка и предмет»  | 4:08         |
| 4.                  | «Одиноко»            | 2:53         |
| 5.                  | «Поезда»             | 2:54         |
| 6.                  | «N2O»                | 4:00         |
| 7.                  | «Балласт»            | 3:37         |
| 8.                  | «123»                | 3:35         |
| Общая длительность: | Общая длительность:  | 28:22        |

## Участники записи
- Александр Корюковец — баян, перкуссия, голос
- Сергей Сергеич — бас, перкуссия, голос
- Эм Калинин — голос, слова, гитары
- Саша Ом — голос, тромбон, перкуссия
- Алексей Беляков — звук
- Никита Псарёв — запись
- Ольга Завражнова — оформление